# ليفير كولبي
ليفير كولبي (Levir Culpi) (28 فبراير 1953 في كوريتيبا في البرازيل – )؛ هو لاعب كرة قدم سابق كان يلعب كمدافع.

## وصلات خارجية
- ليفير كولبي على موقع قاعدة بيانات كرة القدم.إي يو (الإنجليزية)
- ليفير كولبي على موقع Soccerway.com (الإنجليزية)
- ليفير كولبي على موقع عالم كرة القدم.نت (الإنجليزية)

- J.League Data Site (باليابانية)